# Ctenus anahitaeformis
Espèce
Ctenus anahitaeformis est une espèce d'araignées aranéomorphes de la famille des Ctenidae.

## Distribution
Cette espèce est endémique du Burundi.

## Publication originale
- Benoit, 1981 : Études sur les Ctenidae africains (Araneae) XI. Étude des mâles isolés. Revue de zoologie africaine, vol. 95, p. 29-44.